# Leishmania donovani
Leishmania donovani — вид паразитичних екскават роду лейшманія (Leishmania) родини трипаносоматид (Trypanosomatidae). Це внутрішньоклітинний паразит людини, що живе у клітинах крові. Є збудником вісцерального лейшманіозу — найважчої форму лейшманіозу. Паразит ушкоджує селезінку, печінку та кістковий мозок. Переносниками інфекції є москіти роду Phlebotomus у Старому Світі та Lutzomyia в Новому Світі. Паразит поширений у тропічних та помірному регіонах, включаючи Африку (переважно в Судані), Китай, Індію, Непал, Південну Європу, Росію та Південну Америку. Щороку у світі реєструється до 0,5 млн інфікованих Leishmania donovani у 88 країнах. Тисячі випадків інфікування закінчуються смертю.

## Історія досліджень
L. donovani був відкритий незалежно один від одного двома британськими медиками Вільямом Бугом Лейшманом в Англії і Чарльзом Донованом в Мадрасі, Індія, в 1903 році. Проте правильну таксономію встановив Рональд Росс.
У 2011 році був розшифрований повний геном Leishmania donovani на основі зразків, що отримані у південно-східному Непалі.